# منتخب سلوفينيا لكرة الماء للرجال
منتخب سلوفينيا لكرة الماء للرجال هو ممثل سلوفينيا الرسمي في المنافسات الدولية في كرة الماء.